# José Bisso
José Bisso y Vidal (1830-1893) fue un escritor y periodista español.

## Biografía
Periodista y hombre de administración, era natural de Málaga, donde habría nacido en 1830. Durante muchos años fue redactor de La Época. En la década de 1860 habría fundado con el poeta Antonio Fernández Grilo la publicación El Andaluz. Con la colaboración de importantes literatos publicó la obra Castillos y tradiciones feudales. Según Ossorio y Bernard habría fallecido en Madrid el 18 de mayo de 1889. La Biblioteca Nacional de España le hace muerto en 1893.